# Calle de Portugal (Valladolid)
La calle de Portugal es una vía pública de la ciudad española de Valladolid.

## Descripción
La vía, que adquirió el título actual en 1937, discurre desde la calle de la Florida hasta la de Italia. Aparece descrita en Las calles de Valladolid de Juan Agapito y Revilla con las siguientes palabras:

Esta calle, aun no edificada del todo, que va desde la ya titulada «de Italia», la cual atraviesa lo que fué «huerta del Cascabel», de Zorrilla a Gabilondo, hasta la de la Florida, no tuvo nombre al formarse las tres vías en los terrenos de Don Camilo Calleja, y la Comisión gestora municipal de 28 de Abril de 1937, la bautizó con el título de «calle de Portugal», por la razón que se expresó al tratar de la «calle de Alemania».
(Agapito y Revilla, 1937, p. 347)